# ReStructuredText
reStructuredText (скорочено RST, ReST, або reST) формат файлу для текстових даних, який використовують переважно в середовищі мови програмування Python для створення технічної документації.
Він є частиною проекту Docutils групи Python Doc-SIG (Documentation Special Interest Group), що має на меті створити набір інструментів для Python, який був би подібним до Javadoc для Java або POD для Perl. Docutils може діставати інформацію із коментарів програм написаних мовою Python, і перетворювати її у різні форми програмної документації.
В даному сенсі, reStructuredText це спрощена мова розмітки створена для:
- обробки за допомогою програмних продуктів, наприклад, Docutils,
- легкого сприйняття тими, хто здатен читати програмний код мовою Python.

## Історія
Setext (розроблений Ian Feldman або Tony Sanders) і StructuredText (розроблений Zope) були попередніми формами спрощеної мови розмітки.
Існує ряд проблем пов'язаних із StructuredText, і reST створювався аби усунути їх.  Назву reStructuredText було вибрано, щоб підкреслити, що reST — це "revised, reworked, and reinterpreted StructuredText" (переглянутий, перероблений та переосмислений StructuredText).
reST почав активно використовуватись спільнотою Python з 2002 року.
Distributed Proofreaders, який готує тексти для Проекту «Гутенберг», розглядає reST як загальноприйнятий базовий формат для формування усіх інших форматів електронних книг.
Trac також має підтримку мови reStructuredText, так само як і GitHub та Bitbucket.

## Реалізації
Реалізація парсеру reST є компонентом фреймворку для обробки тексту Docutils для Мови програмування Python, але також існують інші реалізації парсеру.

## Застосування
reStructuredText використовується для створення технічної документації, наприклад, в документації бібліотек Python. Проте, він підходить для широкого формату текстів.
Із 2008, reST став основним компонентом системи створення документації для мови Python, що називається Sphinx.

## Прикладни розмітки reST

### Заголовки
```
Заголовок розділу

==============

Підзаголовок розділу
-----------------
```

### Списки
```
-
 Елемент маркованого списку

-
 Другий пункт

  
-
 Підпункт

-
 Розділи між пунктами утворюють окремі списки

-
 Третій пункт

1)
 Нумерований елемент списку

2)
 Другий елемент

   a) Вкладений елемент списку, що має велику довжину тому його необхідно
      розбивати на рядки. Варто відмітити, що відступ повинен
      відповідати початку тексту, а не
      енумератору списку.

      
i)
 Елементи списку також можуть містити

         абзаци.

3)
 Третій елемент

#)
 Наступний елемент нумерованого списку

#)
 Другий елемент

```

### Зображення
```
..
 
image
::
 /path/to/image.jpg

```

### Іменовані посилання
```
Фраза із посиланням на сайт Вікіпедія_ і 
`Linux kernel archive`_
.

..
 
_Вікіпедія:
 http://www.wikipedia.org/

..
 
_Linux kernel archive:
 http://www.kernel.org/

```

### Анонімні посилання
```
Інша фраза із 
`anonymous link to the Python website`__
.

__ https://www.python.org/

```

N.B.: Іменовані посиланні і анонімні посилання беруться в зворотні лапки (`), а не виділяються апострофами (').